# Аск (Верхние Пиренеи)
Аск (фр. Asque, окс. Asca) — коммуна во Франции, находится в регионе Юг — Пиренеи. Департамент — Верхние Пиренеи. Входит в состав кантона Барт-де-Нест. Округ коммуны — Баньер-де-Бигор.
Код INSEE коммуны — 65041.

## География
Коммуна расположена приблизительно в 670 км к югу от Парижа, в 115 км юго-западнее Тулузы, в 26 км к юго-востоку от Тарба.
По территории коммуны протекает река Лалерд.

## Климат
Климат умеренно-океанический с солнечной тёплой погодой и обильными осадками на протяжении практически всего года.

## Население
Население коммуны на 2010 год составляло 120 человек.
| 1962 | 1968 | 1975 | 1982 | 1990 | 1999 | 2010 |
| ---- | ---- | ---- | ---- | ---- | ---- | ---- |
| 160  | 131  | 108  | 118  | 100  | 107  | 120  |

## Администрация
| Период | Период | Фамилия    | Партия | Примечания |
| ------ | ------ | ---------- | ------ | ---------- |
| 2001   | 2020   | Роже Лаком |        |            |

## Экономика
В 2010 году среди 78 человек трудоспособного возраста (15-64 лет) 52 были экономически активными, 26 — неактивными (показатель активности — 66,7 %, в 1999 году было 73,3 %). Из 52 активных жителей работали 48 человек (31 мужчина и 17 женщин), безработных было 4 (1 мужчина и 3 женщины). Среди 26 неактивных 4 человека были учениками или студентами, 13 — пенсионерами, 9 были неактивными по другим причинам.

## Фотогалерея

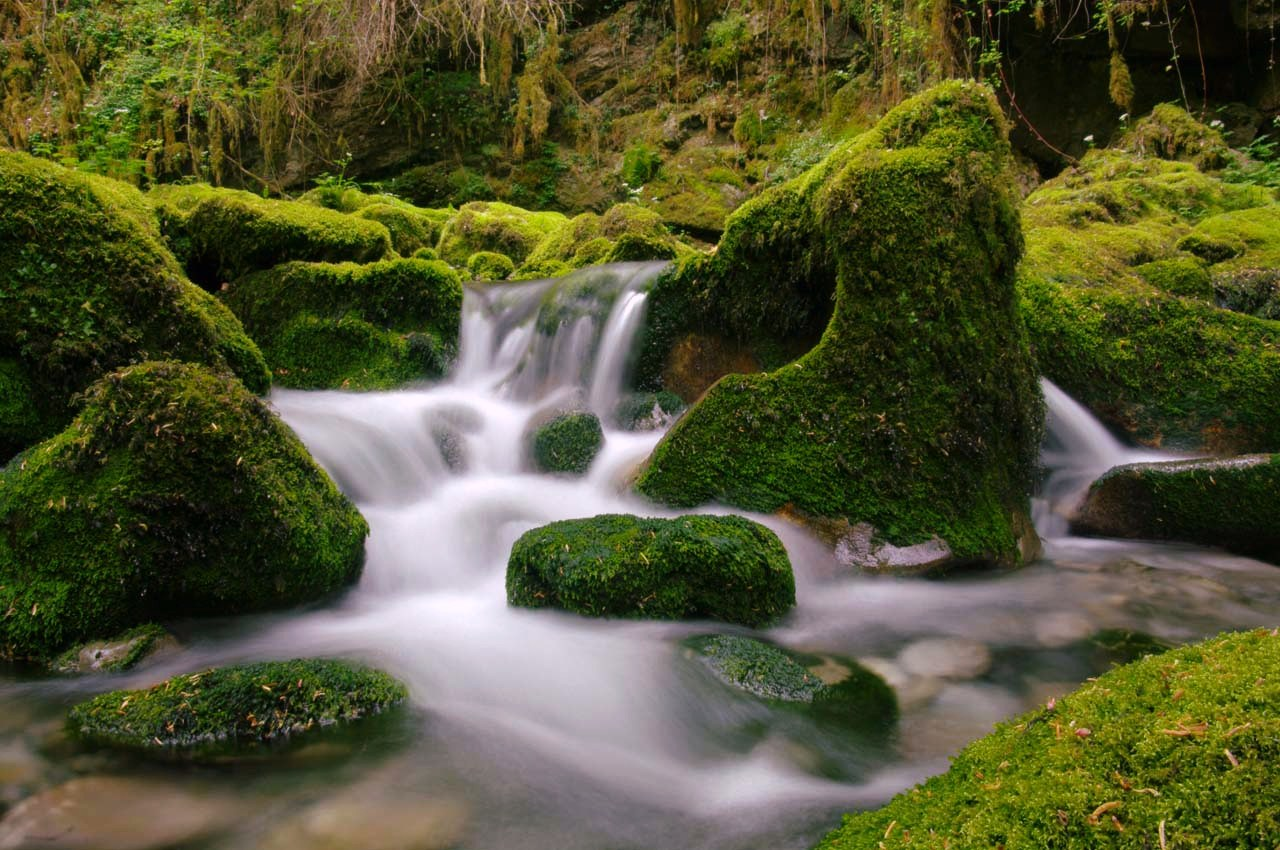
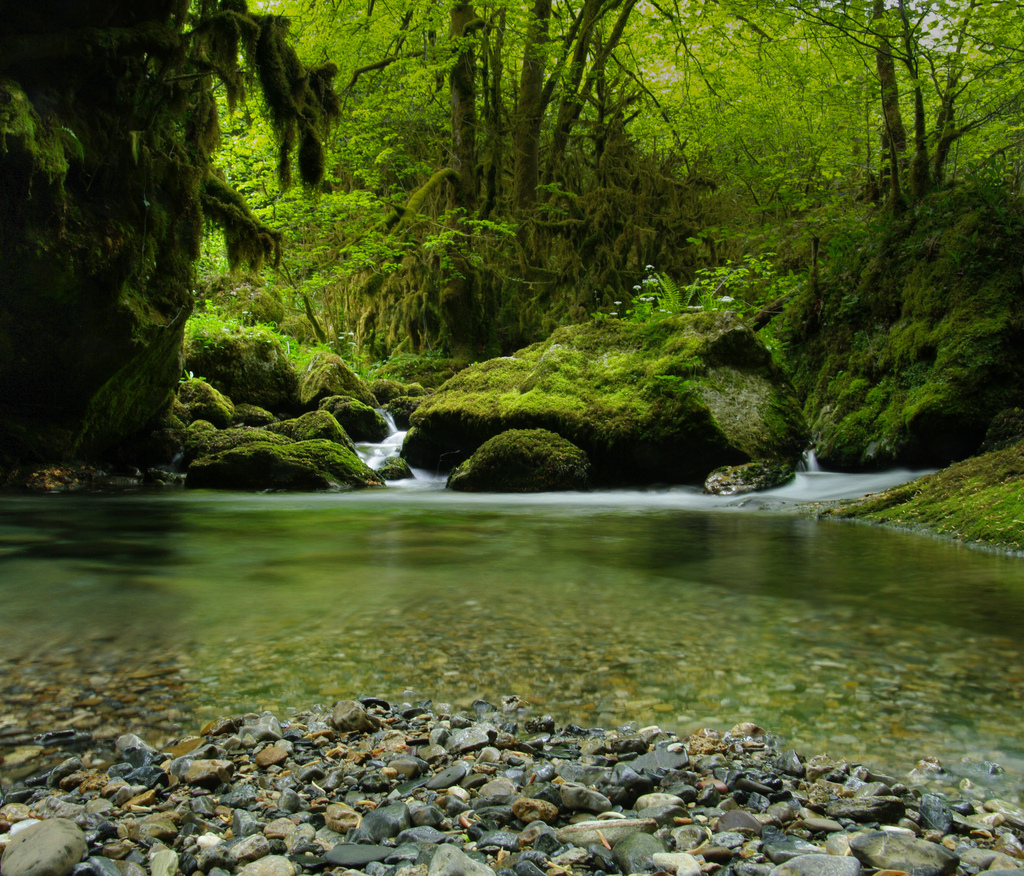
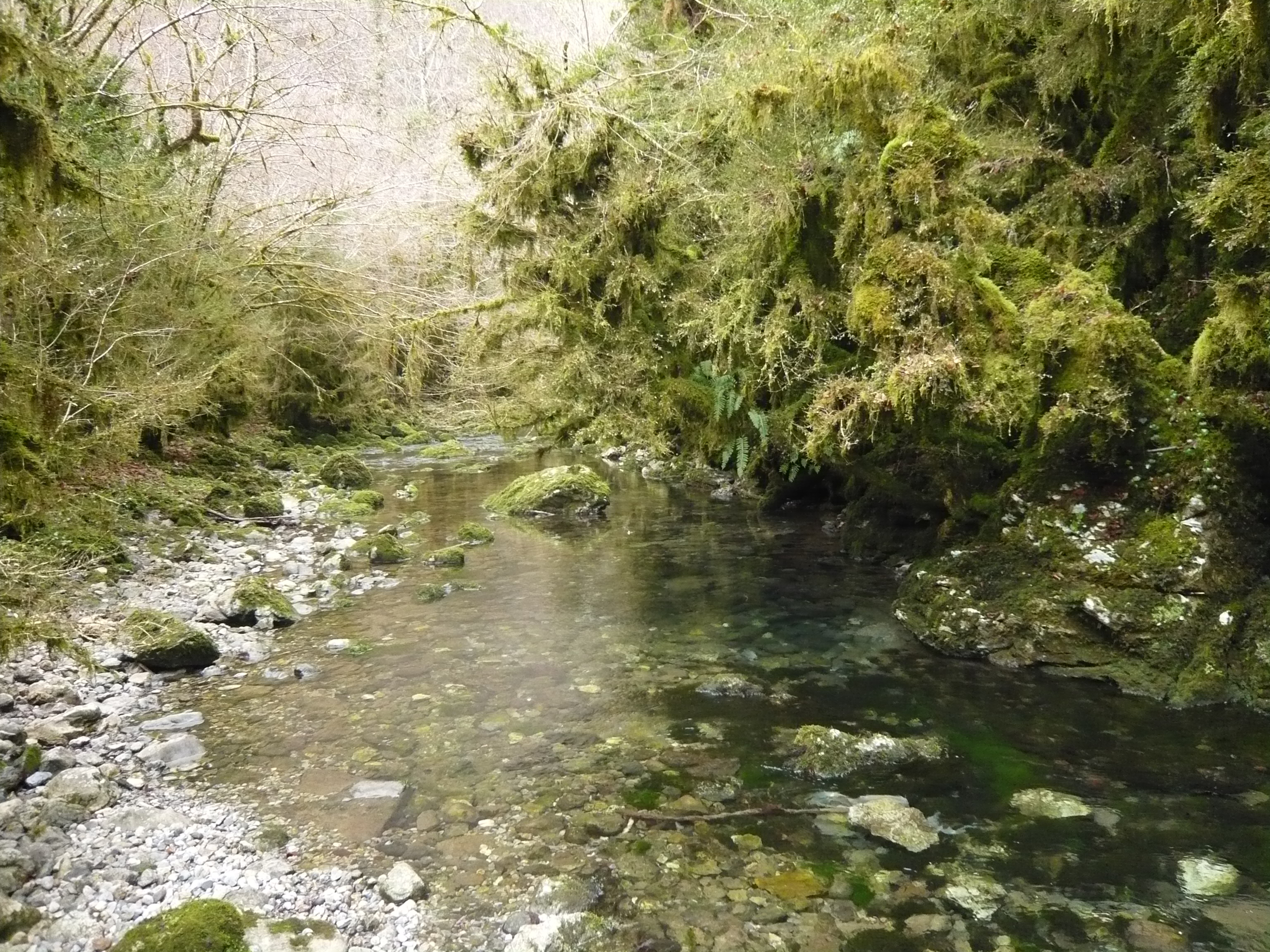
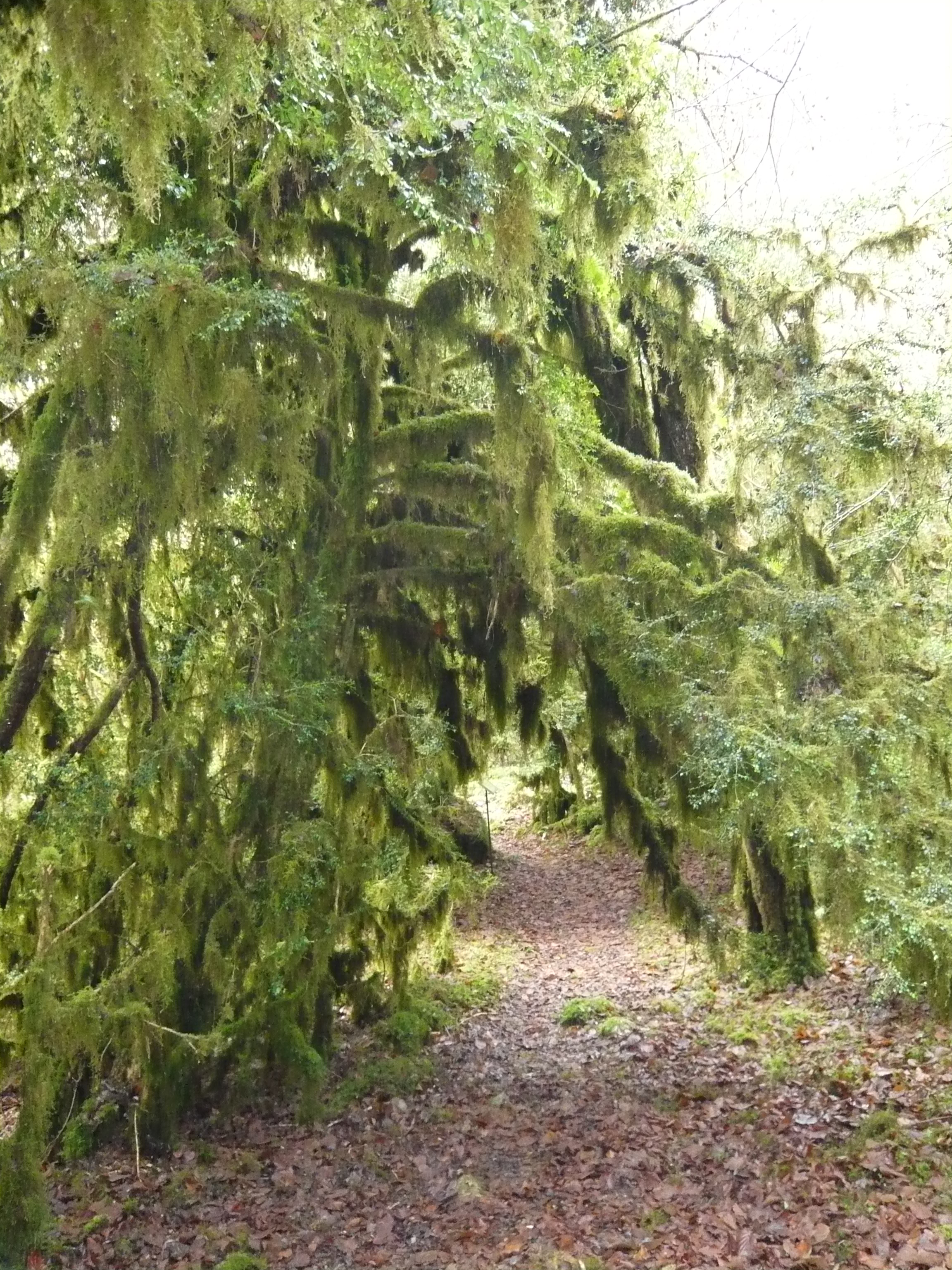
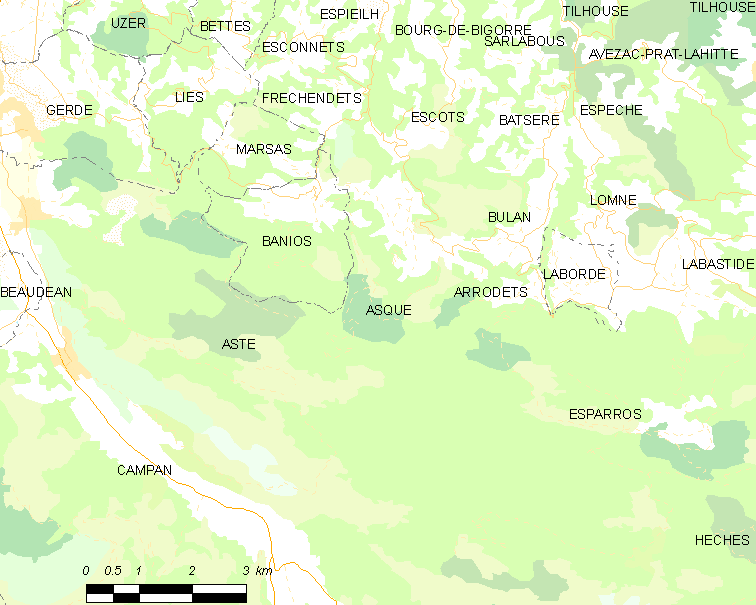
Карта коммуны